# ソリド

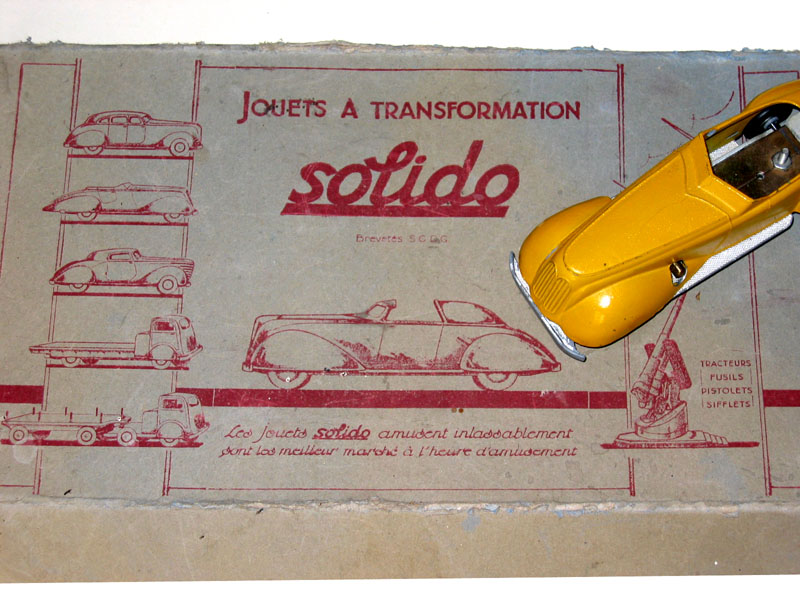
当初から変わらないソリドのロゴ

ソリド（Solido）は、フランスを拠点とする老舗ミニカーメーカー。

## 歴史
1932年に創立した、フランスを代表するミニカーブランドのひとつである。1980年にフランスのマジョレット傘下となっている。
1/43スケールがメインで、1/18スケールなどもラインナップされている。フランス車や欧州車がほとんどである。
近年では1/43スケールや1/18スケールが比較的入手しやすい価格帯で発売しており、日本国内でも知られている。